# Phoebodontiformes
Phoebodontiformes (лат.) — вымершная группа пластиножаберных рыб (sensu lato) девонского и каменноугольного периодов. Включает роды Phoebodus, Diademodus и Thrinacodus. У Phoebodus и Thrinacodus стройные, удлинённые тела. Их зубы трёхстворчатые (с тремя каспами).
Jalodus и другие представители Jalodontidae, обитавших с девона по триас, формально включались в отряд Phoebodontiformes, но впоследствии их объединили в отдельный отряд Jalodontiformes.